# Ingo Bajonczak
Ingo Bajonczak ist ein deutscher Thrash-Metal-Sänger.

## Karriere
Zu seinen ersten Bands zählen Supersoma und Dirty Amish. 2009 stieg er bei der Krefelder Band New Damage ein, mit der er 2009 und 2017 jeweils ein Album veröffentlichte. Dazwischen wurde er auch Vater.
Nach dem Ausstieg Robert Gonellas bei Assassin wurde Bajonczak im Mai 2014 als neuer Sänger vorgestellt. Über einen Freund stießen später die Musiker von Bonded auf Bajonczak, den sie 2020 als Sänger auch für ihre Band gewinnen konnten. Mitglied wurde er kurz vor den Aufnahmen des Erstlings Rest in Violence.

## Gesangsstil
Von der Zeitschrift Guitar wurde Bajonczaks Gesangsstil mit dem von Phil Anselmo verglichen. Anlässlich des Debütalbums von New Damage schrieb Rock-Hard-Redaktor Wolfram Küper, dass der „facettenreiche Gesang“ des Frontmanns, „wenn er mal nicht seine Wut in die Welt brüllt, stellenweise sehr melancholisch rüberkommt“.

## Diskografie
- 2009: New Damage – Ze'eb and Oreb
- 2016: Assassin – Combat Cathedral
- 2017: New Damage – Cosmodrome
- 2020: Assassin – Bestia Immundis
- 2020: Bonded – Rest in Violence
- 2021: Bonded – Into Blackness